# Ambassade de Belgique en Guinée
L'ambassade de Belgique en Guinée est la représentation diplomatique de la Belgique en Guinée, qui se trouve à Conakry, la capitale du pays.

## Ambassadeurs
| N° | Nom et prénoms          | Début | Fin      |
| -- | ----------------------- | ----- | -------- |
| 01 | Guy Léon Jean Hambrouck |       | En cours |